# Бренгова
Бренгова (словен. Brengova) је насељено место у општини Церквењак, Подравска регија, Словенија.

## Историја
До територијалне реорганизације у Словенији била је у саставу старе општине Ленарт.

## Становништво
У попису становништва из 2011. године, Бренгова је имала 270 становника.
| Број становника према пописима | Број становника према пописима | Број становника према пописима |
| ------------------------------ | ------------------------------ | ------------------------------ |
| 1991                           | 2002                           | 2011                           |
| 275                            | 273                            | 270                            |

## Галерија
- капела Ројс
- римско гробље